# کالی‌پور
کالی‌پور (به لاتین: Kalipur) یک منطقهٔ مسکونی در بنگلادش است که در ناحیه برگونه واقع شده‌است.